# Kanton Bozel
Kanton Bozel (francouzsky Canton de Bozel) je francouzský kanton v departementu Savojsko v regionu Rhône-Alpes. Tvoří ho 10 obcí.

## Obce kantonu
- Bozel
- Brides-les-Bains
- Champagny-en-Vanoise
- Feissons-sur-Salins
- Montagny
- La Perrière
- Les Allues
- Planay
- Pralognan-la-Vanoise
- Saint-Bon-Tarentaise